# Alexandr (Lovčij)
Alexandr (světským jménem: Andrej Jakovlevič Lovčij; 13. prosince 1891, Narodyči – 11. září 1973, Mnichov) byl ukrajinský duchovní Ruské pravoslavné církve v zahraničí a arcibiskup berlínský a německý.

## Život
Narodil se 13. prosince 1891 ve vesnici Narodyči Volyňské gubernie.
Studoval na reálce v Petrohradu.
Zúčastnil se první světové války. Nejprve sloužil jako důstojník železničního pluku, a poté jako důstojník ruského expedičního sboru na Západní frontě. Po Říjnové revoluci emigroval do Bulharska. Byl členem Ruské pravoslavné církve v zahraničí.
V letech 1930–1936 absolvoval ruské pastorační a teologické kurzy ve městě Stanimaka. Do roku 1937 studoval také na Berlínské univerzitě.
Dne 19. září 1937 jej arcibiskup Tichon (Ljaščenko) rukopoložil na diákona a 3. října na jereje. Po vysvěcení se stal duchovním v katedrálním chrámu Vzkříšení Krista v Berlíně.
V letech 1940–1952 byl redaktorem Voskresenského listka.
Dne 31. prosince 1940 se stal představeným chrámu svatých Konstantina a Heleny na ruském hřbitově Tegel.
Dne 22. března 1941 byl postřižen na monacha a přijal mnišské jméno Alexandr.
Od roku 1942 byl představeným chrámu svatého Mikuláše v Mnichově, farnosti v Augsburgu a Norimberku.
Dne 19. října 1942 byl povýšen na igumena a 12. září 1943 na archimandritu.
Dne 14. července 1945 byl Svatým synodem Ruské pravoslavné církve v zahraničí zvolen biskupem kissingenským a vikářem německé eparchie. Dne 29. července 1945 proběhla jeho biskupská chirotonie. Do roku 1951 byl také představeným chrámu svatého Sergije Radoněžského v Bad Kissingenu.
Kvůli nedostatku duchovenstva byl nucen více cestovat po eparchii a vykonávat bohoslužby mimo Mnichov.
Dne 11. dubna 1952 byl zvolen arcibiskupem berlínským a německým.
Dne 15. března 1971 byl penzionován.
Zemřel 11. září 1973 v Mnichově. Pohřben byl na hřbitově ve Wiesbadenu.